# Solrød Kommune
 For alternative betydninger, se Solrød. (Se også artikler, som begynder med Solrød)
Solrød Kommune blev dannet ved kommunalreformen i 1970. Ved strukturreformen i 2007 fortsatte den som selvstændig kommune. Før nedlæggelsen af amterne lå Solrød Kommune under Roskilde Amt, og nu ligger kommunen under Region Sjælland.

## Kommunalreformen
Solrød Kommune blev dannet ved sammenlægning af 2 sognekommuner:
| Kommune         | Folketal 1. januar 1970 | Byer                                            |
| --------------- | ----------------------- | ----------------------------------------------- |
| Havdrup-Solrød  | 5.028                   | Solrød Landsby og Solrød Strand                 |
| Jersie-Skensved | 2.309                   | Jersie og Jersie Strand (bydel i Solrød Strand) |
| I alt           | 7.337                   |                                                 |

Hertil kom størstedelen af Karlstrup Sogn. Resten af sognet (18 matrikler) og hele Karlslunde Sogn med Karlslunde, der er en bydel i Storkøbenhavn, kom til Greve Kommune. Karlslunde-Karlstrup sognekommune havde i alt 5.843 indbyggere.

## Borgmestre[5]
| Navn                 | Parti            | Periode   |
| -------------------- | ---------------- | --------- |
| Arne Haugaard-Hansen | Venstre          | 1970-1991 |
| Mogens Baltzer       | Venstre          | 1991-2003 |
| Merete Wiid          | Venstre          | 2003-2006 |
| Niels Hörup          | Venstre          | 2007-2021 |
| Emil Blücher         | Liberal Alliance | 2022-     |

## Geografi
Solrød Kommune ligger cirka 30 kilometer syd for København med seks kilometers kyststrækning ud til Køge Bugt. Kommunen forblev selvstændig i forbindelse med kommunalreformen i 2007, og med sine godt 40 kvadratkilometer og 22.000 borgere (september 2016) er det en af landets mindste kommuner.
Der er to store bysamfund i kommunen - Havdrup og Solrød Strand – og desuden seks mindre landsbysamfund - Karlstrup, Kirke Skensved, Gl. Havdrup, Jersie, Naurbjerg og Solrød Landsby.
Størstedelen af kommunens areal anvendes til landbrugsformål. Hvad angår boniteten, er jorden blandt den bedste i Danmark.
Der er cirka 800 aktive virksomheder i kommunen, og hvert år startes der mellem 50 og 100 nye virksomheder op. Overlevelsesraten for nystartede virksomheder er højere i Solrød end på regions- og landsgennemsnit.
Der er 3.760 arbejdspladser i det private erhvervsliv i Solrød, og de fleste af dem findes i servicesektoren.
Solrød Kommune driver tre folkeskoler og en ungdomsskole med 10. klasses center.  Derudover er der tre privatskoler i kommunen og et selvejende gymnasium.
I Solrød ligger desuden plejecenteret Christians Have, der som det eneste plejecenter i Danmark dels drives af kommunen og dels af en privat virksomhed.
Kommunen er desuden kendt for sit unikke biogasanlæg, der omdanner restprodukter fra industrien, gylle fra landbruget og tang og fedtemøg fra stranden til biogas.
Solrød Centeret, som ligger lige ved Solrød Strand Station, var i en periode Danmarks længste undendørs center.

## Borgerne
Borgerne i Solrød er forholdsvis unge - cirka 81 procent er i alderen 0-64 år - og de har de gennemsnitligt højeste indkomster i Region Sjælland. Mange af dem er beskæftiget i hovedstadsområdet, og 78 procent af borgerne pendler således ud af kommunen. Det skyldes ikke mindst, at Solrød ligger på S-togslinje E til Køge, og der afgår tog fra Solrød Strand Station og Jersie Station mod København hvert 10. minut i dagtimerne.
Solrød Kommune har desuden et rigt foreningsliv hjulpet på vej af de aktive borgere. Der er 80 frivillige foreninger med 11.168 medlemmer, hvoraf godt 5.000 er under 25 år.

## Historie
Området vest for motorvejen, der kaldes Hedebo-egnen, har været beboet siden stenalderen. I 12-1300-tallet opstod landsbyerne omkring landsbykirkerne, men først omkring år 1870 opstod Havdrup Stationsby, som blev den første rigtige by i kommunen.
Opblomstringen i strandområdet begyndte først i årene efter år 1900. Det første sommerhus blev bygget i 1911, og senere bredte bebyggelsen sig ind i landet til det, vi kender i dag.
Fra 1940’erne tog udviklingen i Solrød for alvor fart – blandt andet hjulpet på vej af Fingerplanen fra 1947 og Køge Bugt-planen fra 1967, der begge var statslige byudviklingsplaner, som med grønne områder og kollektiv trafik skulle skabe gode forhold for at leve og bo uden for København.

## Byvåbnet
Det ældste stednavn, som kendes i Solrød Kommune, er Ulvemose i Havdrup. Stednavnet er over 700 år gammelt og har givet inspiration til Solrød Kommunes våbenskjold med de spidse ulvetænder.
Selv på kort fra 1897 hedder Havdrup Stationsby stadig ’Ulvemose Huse’.
Kommunen fik i 1974 våbenmaler ved De Kongelige Ordeners Kapitel Aage Wulff til at udfærdige byvåbnet.

## Politik
Solrød Kommune styres politisk af et byråd bestående af 19 medlemmer, der er på valg hvert 4. år. Formanden for byrådet er borgmester Emil Blücher, der vælges af byrådet, ligeledes for fire år ad gangen.
Byrådet uddelegerer en del af den politiske styring til kommunens fire udvalg: Økonomiudvalget, Kultur og naturudvalget, Social-, ældre og sundhedsudvalget og samt Familie- og Uddannelsesudvalget, der varetager hvert deres politiske område.
Det seneste kommunalvalg blev afholdt tirsdag den 16. november 2021. Kommunalbestyrelsen er valgt for perioden 1. januar 2022 til 31. december 2025.
| 6 | 1 | 3 | 2 | 2 | 1 |

| 12 | 3 |

| 4 | 1 | 2 | 1 | 1 | 2 | 6 | 2 |

| 16 | 3 |

| 7 | 1 | 2 | 2 | 5 | 2 |

| 15 | 4 |

| 5 | 2 | 1 | 1 | 8 | 1 | 1 |

| 15 | 4 |

| 4 | 3 | 2 | 1 | 8 | 1 |

| 15 | 4 |

| 6 | 2 | 2 | 1 | 7 | 1 |

| 12 | 7 |

| 5 | 1 | 1 | 1 | 10 | 1 |

| 12 | 7 |

| 3 | 1 | 1 | 1 | 1 | 7 | 1 |

| 6 | 9 |

| 2 | 1 | 1 | 1 | 1 | 1 | 8 |

| 8 | 7 |

| 3 | 1 | 1 | 1 | 1 | 1 | 7 |

| 9 | 6 |

| 4 | 1 | 1 | 2 | 2 | 1 | 8 |

| 12 | 7 |

| 3 | 2 | 1 | 2 | 1 | 1 | 1 | 8 |

| 16 | 3 |

| 4 | 1 | 1 | 1 | 1 | 1 | 1 | 1 | 8 |

| 15 | 4 |

| 4 | 3 | 3 | 1 | 1 | 4 | 3 |

| 13 | 6 |

| 3 | 3 | 3 | 2 | 4 | 1 | 3 |

| 14 | 5 |

### Nuværende byråd
| Navn                      | Parti                                    |
| ------------------------- | ---------------------------------------- |
| Niels Hörup               | Venstre - 4 mandater                     |
| Kim Sunesen               | Venstre - 4 mandater                     |
| Ivar Haugaard-Hansen      | Venstre - 4 mandater                     |
| Lene Stevnhoved           | Venstre - 4 mandater                     |
| Jonas Ring Madsen         | Socialdemokratiet - 4 mandater           |
| Anette Fynbo Blem         | Socialdemokratiet - 4 mandater           |
| Hanne Bache Vognbjerg     | Socialdemokratiet - 4 mandater           |
| Jytte Willendrup          | Socialdemokratiet - 4 mandater           |
| Ina Lindemark             | Vores Solrød - 3 mandater                |
| Christian Nyholm          | Vores Solrød - 3 mandater                |
| Carsten Ring              | Vores Solrød - 3 mandater                |
| Emil Blücher (Borgmester) | Liberal Alliance - 3 mandater            |
| Regine Hovmøller          | Liberal Alliance - 3 mandater            |
| Henrik Boye               | Liberal Alliance - 3 mandater            |
| Jan Færch                 | Det Konservative Folkeparti - 3 mandater |
| Morten Scheelsbeck        | Det Konservative Folkeparti - 3 mandater |
| Mads Silberg              | Det Konservative Folkeparti - 3 mandater |
| Christian Vang            | Havdruplisten - 1 mandat                 |
| Brian Mørch               | Dansk Folkeparti - 1 mandat              |

| Navn              | Skiftet fra       | Skiftet til          | Dato             |
| ----------------- | ----------------- | -------------------- | ---------------- |
| Ina Lindemark     | Vores Solrød      | Løsgænger            | 10. marts 2023   |
| Brian Mørch       | Dansk Folkeparti  | Danmarksdemokraterne | 30. maj 2024     |
| Ina Lindemark     | Løsgænger         | Havdruplisten        | 23. august 2024  |
| Anette Fynbo Blem | Socialdemokratiet | Vores Solrød         | 29. oktober 2024 |

| Udtrådt              | Indtrådt     | Parti   | Dato              |
| -------------------- | ------------ | ------- | ----------------- |
| Lene Stevnhoved      | Michael Arnø | Venstre | 1. juli 2023      |
| Ivar Haugaard-Hansen | Musa Akin    | Venstre | 31. december 2024 |

### Byråd 2018-2022
| Navn                      | Parti                              |
| ------------------------- | ---------------------------------- |
| Niels Hörup (Borgmester)  | Venstre - 8 mandater               |
| Kim Sunesen               | Venstre - 8 mandater               |
| Ivar Haugaard-Hansen      | Venstre - 8 mandater               |
| Jane Noer                 | Venstre - 8 mandater               |
| Lene Stevnhoved           |                                    |
| Michael Arnø              |                                    |
| Sabrina Zimmerman         |                                    |
| Henning Arlofelt Petersen |                                    |
| Claus Redder Madsen       | Socialdemokratiet - 4 mandater     |
| Jonas Ring Madsen         | Socialdemokratiet - 4 mandater     |
| John Wennerwald           | Socialdemokratiet - 4 mandater     |
| Jytte Willendrup          | Socialdemokratiet - 4 mandater     |
| Emil Blücher              | Liberal Alliance - 1 mandat        |
| Brian Mørch               | Dansk Folkeparti - 1 mandat        |
| Hans Odder                | Konservative - 1 mandat            |
| Henning Christiansen      | Havdruplisten - 1 mandat           |
| Jan Færch                 | Grundejerne - 1 mandat             |
| Henrik T. Larsen          | Socialistisk Folkeparti - 1 mandat |
| Bo Nygaard Larsen         | Radikale - 1 mandat                |

| Navn                | Skiftet fra       | Skiftet til  | Dato               |
| ------------------- | ----------------- | ------------ | ------------------ |
| Claus Redder Madsen | Socialdemokratiet | Løsgænger    | 29. oktober 2019   |
| Claus Redder Madsen | Løsgænger         | SF           | 20. august 2020    |
| Jan Færch           | Grundejerne       | Konservative | 10. september 2018 |

| Dato              | Udtrådt           | Indtrådt           | Parti        |
| ----------------- | ----------------- | ------------------ | ------------ |
| 12. december 2019 | Jane Noer         | Dina Oxfeldt       | Venstre      |
| 8. oktober 2020   | Sabrina Zimmerman | Peter Klokker      | Venstre      |
| 31. januar 2021   | Hans Odder        | Morten Scheelsbeck | Konservative |

## Etymologi
Hvis stednavnet var blevet stavet "Soldrød", ville det have bevaret sin gamle udtale: ['sål-røð] med kort åbent o, men det har fået ændret sin udtale inden for det sidste halve hundrede år, hvor tilflyttere har opfattet "Solrød" som en navnemæssig forbindelse til solen og dens farve. Etymologien er forkert, men den nyere udtale [so:l-røð] opretholdes fortsat.
Navnet "Solrød" kommer af de to ord: skov og rydning. Dette henviser til, at der engang lå en mose/skov, Ulvemosen, som blev ryddet. Det er også dét, Solrød Kommunes våbenskjold, som forestiller en ulvemund, kommer af.

## Byer
| Kommunens største byer |                |                   |
| Nr                     | By             | Indbyggere (2025) |
| 1                      | Solrød Strand  | 17.951            |
| 2                      | Havdrup        | 4.529             |
| 3                      | Jersie         | 531               |
| 4                      | Solrød         | 507               |
| 5                      | Lille Skensved | 69                |

## Sogne
Solrød Kommune er inddelt i fem sogne med 6 kirker, fordelt på 4 pastorater:
| Sogn                | Kirke(r)                        | Pastorat                       | Kort |
| ------------------- | ------------------------------- | ------------------------------ | ---- |
| Havdrup Sogn        | Havdrup Kirke                   | Havdrup Pastorat               |      |
| Jersie Sogn         | Jersie Kirke                    | Jersie-Kirke Skensved Pastorat |      |
| Karlstrup Sogn      | Karlstrup Kirke                 | Karlslunde-Karlstrup Pastorat  |      |
| Kirke Skensved Sogn | Kirke Skensved Kirke            | Jersie-Kirke Skensved Pastorat |      |
| Solrød Sogn         | Solrød Kirke Solrød Strandkirke | Solrød Pastorat                |      |

Alle sognene indgår i Greve-Solrød Provsti under Roskilde Stift.